# Образование на Филиппинах

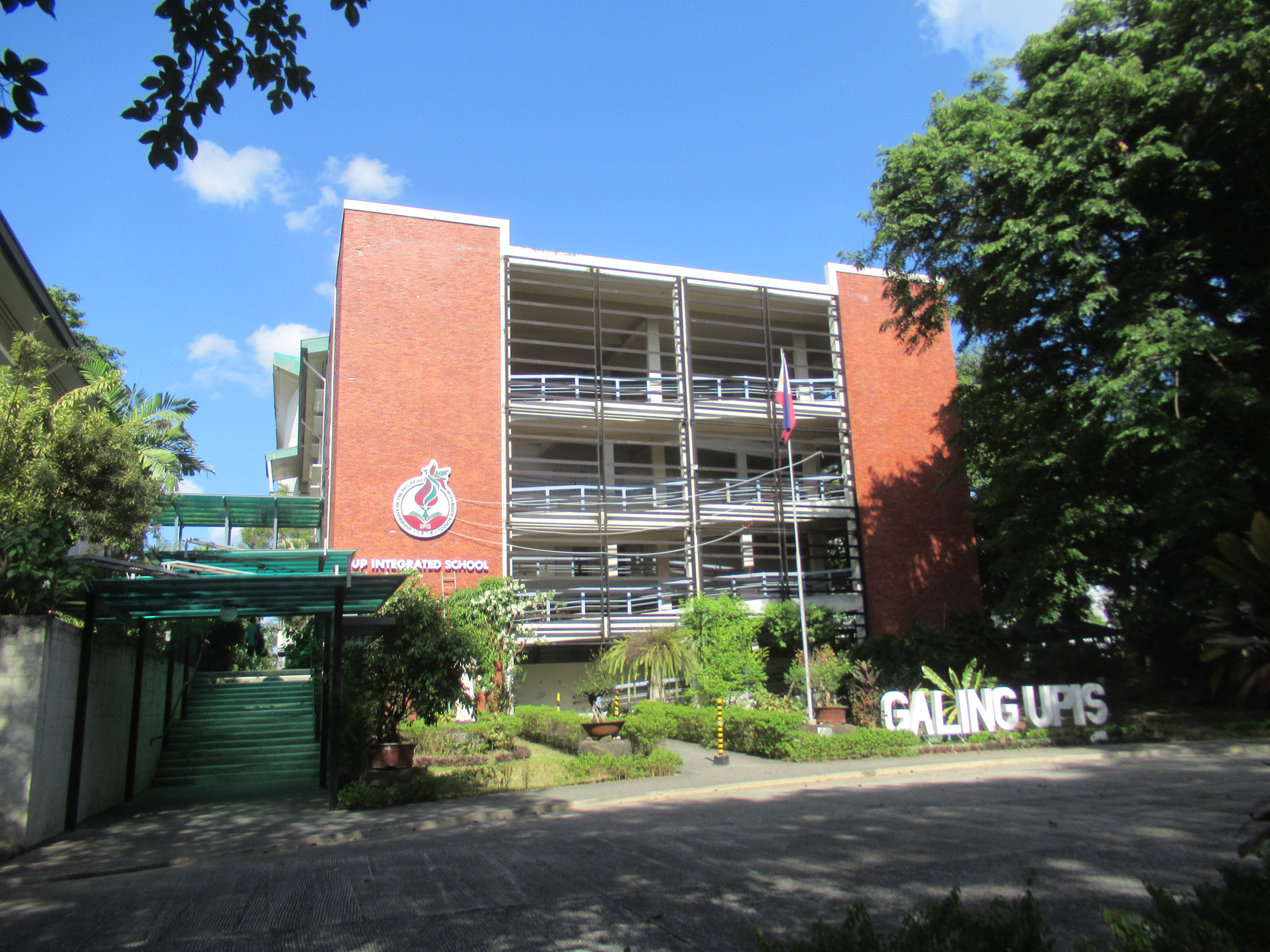
Филиппинский университет

Образование на Филиппинах обязательно с детского сада до 12 класса либо старшей средней школы. В базовое образование входят один год детского сада, шесть лет начальной школы, четыре года средней школы (JHS) и два года старшей средней школы (SHS). На момент 2023 года в стране базовое образование получают более 25 миллионов детей.

## История

### Испанская колонизация
Первая единая система образования была принесена на Филиппины испанцами. Колонизаторы изучили местные языки и письменность и начали начали преподавать христианство, испанский язык и испанскую культуру. Первые школы и университеты были открыты еще в XVI веке.
Испанцы также начали печатать книги на испанском и тагальском языках. Первая книга, напечатанная на Филиппинах, датируется 1590 годом. 
С 1863 года введена бесплатная государственная система образования на Филиппинах, управляемая правительством. В каждом городе обязательно должна быть хотя бы одна начальная школа для мальчиков и одна для девочек. Ответственность лежала на муниципальном правительстве. 
После вступления указа в силу число школ и учащихся очень быстро росло. В 1866 году численность населения Филиппин составляла 4 411 261 человек, когда общее число государственных школ для мальчиков составляло 841, а для девочек — 833. Всего школы посещало 135 098 мальчиков и 95 260 девочек. В 1892 году число школ увеличилось до 2 137, из которых 1 087 были для мальчиков и 1 050 для девочек. К 1898 году число учащихся в школах всех уровней превысило 200 000 человек.

### Американский период
Примерно через год после захвата Манилы американцы открыли 7 школ с армейскими военнослужащими, преподававшими по книгам и материалам, которые выбирало армейским командованием. В том же 1899 году были открыты школы с учителями английского языка.

### Наше время
26 мая 1988 года Конгресс Филиппин принял Закон о бесплатном государственном среднем образовании, который ввнел обязательное бесплатное государственное среднее образование.
В 2010 году правительство под руководством президента Акино Бенигно III официально приняло систему базового образования K-6-4-2 — один год детского сада, шесть лет начального образования, четыре года неполного среднего образования и два года старшего среднего образования.

## Система обучения
До 2011 года система образования делилась на начальную (англ. Elementary school) и среднюю школу (англ. High school).
После 2011 года добавился обязательный детский сад и старшая школа.
| Возраст | Класс      | Учебные заведения                        | Учебные заведения                        | Учебные заведения                        | Учебные заведения                        | Учебные заведения                        | Учебные заведения |
| ------- | ---------- | ---------------------------------------- | ---------------------------------------- | ---------------------------------------- | ---------------------------------------- | ---------------------------------------- | ----------------- |
| 6-7     | 1 класс    | Начальная школа обязательное образование | Начальная школа обязательное образование | Начальная школа обязательное образование | Начальная школа обязательное образование | Начальная школа обязательное образование | Начальная         |
| 7-8     | 2 класс    | Начальная школа обязательное образование | Начальная школа обязательное образование | Начальная школа обязательное образование | Начальная школа обязательное образование | Начальная школа обязательное образование | Начальная         |
| 8-9     | 3 класс    | Начальная школа обязательное образование | Начальная школа обязательное образование | Начальная школа обязательное образование | Начальная школа обязательное образование | Начальная школа обязательное образование | Начальная         |
| 9-10    | 4 класс    | Начальная школа обязательное образование | Начальная школа обязательное образование | Начальная школа обязательное образование | Начальная школа обязательное образование | Начальная школа обязательное образование | Средняя           |
| 10-11   | 5 класс    | Начальная школа обязательное образование | Начальная школа обязательное образование | Начальная школа обязательное образование | Начальная школа обязательное образование | Начальная школа обязательное образование | Средняя           |
| 11-12   | 6 класс    | Начальная школа обязательное образование | Начальная школа обязательное образование | Начальная школа обязательное образование | Начальная школа обязательное образование | Начальная школа обязательное образование | Средняя           |
| 12-13   | 1 год (7)  | Средняя школа обязательное образование   | Средняя школа обязательное образование   | Средняя школа обязательное образование   | Средняя школа обязательное образование   | Средняя школа обязательное образование   | 1 курс            |
| 13-14   | 2 год (8)  | Средняя школа обязательное образование   | Средняя школа обязательное образование   | Средняя школа обязательное образование   | Средняя школа обязательное образование   | Средняя школа обязательное образование   | 2 курс            |
| 14-15   | 3 год (9)  | Средняя школа обязательное образование   | Средняя школа обязательное образование   | Средняя школа обязательное образование   | Средняя школа обязательное образование   | Средняя школа обязательное образование   | Junior            |
| 15-16   | 4 год (10) | Средняя школа обязательное образование   | Средняя школа обязательное образование   | Средняя школа обязательное образование   | Средняя школа обязательное образование   | Средняя школа обязательное образование   | Senior            |

### Дошкольное образование
Значительная часть детей не посещает детские сады. Это влияет на успеваемость детей в школе, поскольку те, кто посещал дошкольное учреждение, набирают более высокие баллы по литературе, письму и математике в 5 классе, чем те, кто не посещал.

### Школы
Большинство детей посещают государственные школы, которые финансируются правительством и бесплатны для посещения. Качество образования в государственных школах низкое: нехватка учебных материалов, низкая зарплата учителей и большие классы.
Частные школы не финансируются государством, но следуют практически той же программе, что и государственные школы. Классы меньше, чем в государственных школах, а условия обычно намного лучше. 

## Проблемы

#### Языковые барьеры
Языковой барьер — очень важная проблема в филиппинском образовании. На Филиппинах насчитывается примерно 150 различных языков, когда государственными являются только английский и филиппинский.
В основном данная проблема касается сельских школ, поэтому для её решения требуется ввести некоторые правила, которые бы упростили коммуникацию между студентами и учениками с разными корнями.

#### Технологические и социально-экономические
Дети из бедных семей сталкиваются с частой проблемой в нехватке средств на покупку школьных принадлежностей, образовательных материалов, оплату транспорта и так далее.
Во многих регионах не хватает денег и на покупку нужного оборудования и выхода в Интернет, поэтому дети, учащиеся в одних регионах могут быть менее продвинуты в технологическом плане, чем дети из городских школ.